# Old Sock
| Recensione | Giudizio |
| ---------- | -------- |
| AllMusic   | [ 1 ]    |

Old Sock è il diciannovesimo album in studio del cantautore e chitarrista inglese Eric Clapton, pubblicato il 12 marzo 2013 dalla Surfdog Records.
L'album comprende due inediti, Gotta Get Over e Every Little Thing, e riprende alcuni dei brani preferiti di Clapton. Sono presenti diversi ospiti tra cui Steve Winwood, J.J. Cale e Paul McCartney.

## Tracce
1. Further on Down the Road (feat. Taj Mahal) – 5:44 (Jesse Davis, Taj Mahal)
2. Angel (feat. J.J. Cale) – 3:54 (J.J. Cale)
3. The Folks Who Live on the Hill – 3:46 (Oscar Hammerstein II, Jerome Kern)
4. Gotta Get Over (feat. Chaka Khan) – 4:37 (Nikka Costa, Doyle Bramhall II, Justin Stanley)
5. Till Your Well Runs Dry – 4:42 (Peter Tosh)
6. All of Me (feat. Paul McCartney) – 3:22 (Gerald Marks, Seymour Simmons)
7. Born to Lose – 4:03 (Ted Daffan)
8. Still Got the Blues (feat. Steve Winwood) – 5:54 (Gary Moore)
9. Goodnight Irene – 4:23 (Huddie Ledbetter, John A. Lomax)
10. Your One and Only Man – 4:30 (Otis Redding)
11. Every Little Thing – 4:34 (Nikka Costa, Doyle Bramhall II, Justin Stanley)
12. Our Love Is Here to Stay – 4:12 (George Gershwin, Ira Gershwin)

## Musicisti
- Eric Clapton – voce, chitarra elettrica, chitarra acustica, chitarra a 12 corde, chitarra resofonica, mandolino
- Doyle Bramhall II – chitarra elettrica, chitarra acustica, slide guitar, mandolino, voce
- Willie Weeks – basso elettrico, contrabbasso
- Steve Gadd – batteria
- Walt Richmond – pianoforte, tastiere
- Greg Leisz – Pedal steel guitar, mandolino
- Chris Stainton – clavinet, Fender Rhodes, Wurlitzer, Hammond B3 organo
- Taj Mahal – armonica a bocca, banjo
- Jim Keltner – batteria
- Steve Winwood – Hammond B3
- J.J. Cale – chitarra, voce su Angel
- Paul McCartney – contrabbasso, voce
- Abe Laboriel Jr. – batteria
- Tim Carmon – Hammond B3, organo
- Henry Spinetti – batteria
- Justin Stanley – clavinet, mellotron, batteria
- Matt Chamberlain – batteria
- Matt Rollings – tastiere
- Simon Climie – percussioni, pianoforte
- Frank Marocco – accordion
- Gabe Witcher – fiddle
- Stephen "Doc" Kupka – sassofono baritono
- Joseph Sublett – sassofono tenore
- Nicholas Lane – trombone
- Sal Cracchiolo – tromba
- Sharon White – voce
- Michelle John – voce
- Chaka Khan – voce su Gotta Get Over
- Julie Clapton – voce
- Ella Clapton – voce
- Sophie Clapton – voce
- Nikka Costa – voce
- Wendy Moten – voce
- Lisa Vaughan – voce
- Nick Ingman – arrangiamenti